# (6097) Koishikawa
(6097) Koishikawa ist ein Asteroid des Hauptgürtels, der am 29. Oktober 1991 von den japanischen Astronomen Kin Endate und Kazurō Watanabe am Kitami-Observatorium (IAU-Code 400) in Kitami auf Hokkaidō, der zweitgrößten Insel Japans, entdeckt wurde. Erste Sichtungen des Asteroiden hatte es bereits im November 1942 an der Sternwarte der Universität Turku (IAU-Code 062) unter der vorläufigen Bezeichnung 1942 VV gegeben.
Der Asteroid gehört der Vesta-Familie an, einer großen Gruppe von Asteroiden, benannt nach (4) Vesta, dem zweitgrößten Asteroiden und drittgrößten Himmelskörper des Hauptgürtels.
Benannt wurde er am 4. April 1996 nach dem japanischen Astronomen Masahiro Koishikawa (1952–2020), der als Mitarbeiter des Sendai-Observatoriums an der dortigen Ayashi Station mehrere Asteroiden entdeckte und versuchte Astronomie als Teil der sozialen Erziehung im öffentlichen Bewusstsein zu etablieren.